# Limfocyty T regulatorowe
Limfocyty T regulatorowe (Treg), dawniej określane jako supresorowe (Ts) – subpopulacja limfocytów odpowiedzialna za tłumienie zbyt nasilonej lub autoreaktywnej odpowiedzi immunologicznej w sposób swoisty lub nieswoisty dla danego antygenu, jednak nie wywołujący ogólnego upośledzenia odporności. Limfocyty T regulatorowe mogą należeć do limfocytów Tγδ, jak i limfocytów Tаβ. Występują wśród limfocytów T charakteryzujących się ekspresją cząsteczek CD4 lub CD8, mogą także nie wykazywać obecności żadnej z nich. W wąskim znaczeniu limfocyty T regulatorowe to komórki, które wykazują silne działanie hamujące na odpowiedź odpornościową oraz charakteryzują się ekspresją czynnika transkrypcyjnego Foxp3. Jeżeli nie zaznaczono inaczej, w tekście artykułu zastosowano takie właśnie znaczenie terminu „limfocyt Treg”.
Mechanizmów działania limfocytów Treg jest wiele – przez wydzielanie hamujących cytokin, supresyjne działanie przez receptory błonowe lub uśmiercenie komórek efektorowych. Ogólnie, komórki Treg odgrywają kluczową rolę w regulacji procesów odpornościowych oraz w rozwoju i utrzymaniu tolerancji immunologicznej, zarówno na poziomie poszczególnych tkanek, jak i na poziomie całego organizmu.

## Historia odkryć
Pod koniec lat 60. XX wieku odkryto, że usunięcie grasicy u noworodków myszy powoduje zahamowanie rozwoju jajników. Początkowo uważano, że efekt ten jest związany z wydzielaniem przez grasicę hormonów regulujących morfogenezę tych narządów, wkrótce wykazano jednak, że zjawisko to ma podłoże w postaci reakcji autoimmunologicznej. W 1970 roku udowodniono związek chorób autoimmunizacyjnych i wytwarzania tolerancji z limfocytami T, co potwierdziły późniejsze badania na wielu innych modelach doświadczalnych. Odkrycia te zapoczątkowały w latach 70. XX wieku poszukiwania limfocytów T odpowiedzialnych za wytworzenie stanu tolerancji immunologicznej, które określono mianem „limfocytów T supresorowych”. W ciągu kilku lat zidentyfikowano limfocyty T supresorowe jako zależne od ekspresji genu I-J na komórkach prezentujących antygen. Limfocyty T supresorowe podzielono w dalszej kolejności na subpopulacje Ts1 (wykazujące obecość białka CD4 na powierzchni), Ts2 i Ts3 (obydwie subpopulacje wykazywały obecność białka CD8), które miały hamować różne etapy odpowiedzi odpornościowej. Burzliwy rozwój badań nad limfocytami T supresorowymi został przerwany w połowie lat 80., kiedy okazało się, że locus I-J nie jest związane z immunosupresją. Dodatkowo wykazano związek między wydzielaniem immunosupresyjnych cytokin, takich jak IL-10 i TGF-β, przez niektóre limfocyty T (oznaczone odpowiednio jako Tr1 i Th3), co doprowadziło do spadku zainteresowania limfocytami T supresorowymi jako osobną linią rozwojową limfocytów T. Od połowy lat 80. zaczęto wręcz rozpatrywać supresorowe limfocyty T w kategoriach błędnej interpretacji wyników wcześniejszych badań. W tym przypadku uważano, że limfocyty Ts to w rzeczywistości normalne limfocyty Tc, które zabijały własne komórki odpowiedzialne za rozwój odpowiedzi odpornościowej, ale nie różniły się w niczym od limfocytów CD8+ atakujących np. komórki zakażone wirusem. Termin „limfocyt T supresorowy” stał się szybko pojęciem kłopotliwym, a badania na polu zidentyfikowania limfocytów T zdolnych do swoistego hamowania odpowiedzi odpornościowej utknęły w miejscu na okres niemalże dekady.
Mimo tych trudności, niektóre grupy badawcze wciąż pracowały nad określeniem cech limfocytów T zdolnych do hamowania odpowiedzi odpornościowej. Rozwój technologii przeciwciał monoklonalnych oraz cytometrii przepływowej pozwolił na coraz dokładniejsze określenie cech limfocytów T supresorowych na podstawie ekspresji określonych białek na powierzchni komórki. W ten sposób zidentyfikowano limfocyty Ts jako populację o niskiej ekspresji białek CD5, CD45RB i CD45RC. Problemem jednak pozostawał fakt, iż każda z tych populacji zawierała również komórki efektorowe, tak więc niska ekspresja tych cząsteczek była jedynie skorelowana z właściwościami supresorowymi, ale nie określała żądanej populacji limfocytów T w sposób jednoznaczny. Przełom nastąpił w 1995 roku, kiedy opublikowana została praca Shimona Sakaguchi i współpracowników wskazująca, że za efekt supresorowy odpowiadają limfocyty T CD4+ wykazujące wysoką ekspresję białka CD25, stanowiącego receptor dla IL-2. Dane te były spójne z obserwacjami, że IL-2 i jej receptory są niezbędne dla rozwoju tolerancji immunologicznej. Odkrycia te doprowadziły do rewitalizacji idei limfocytów T supresorowych i wznowienia badań nad hamowaniem odpowiedzi odpornościowej przez limfocyty T. Ze względu na niesławne znaczenie poprzednio używanego terminu, nowo opisane komórki stopniowo zaczęto określać jako „limfocyty T regulatorowe” (w języku angielskim na polu immunologii słowo „regulatory” oznacza zwykle regulację negatywną, czyli hamowanie określonego efektu). Kolejnym istotnym wydarzeniem było odkrycie genu i białka Foxp3. Białko to, początkowo nazwane „skurfiną” (ang. scurfy – łuszczyć się), zostało odkryte jako mutacja odpowiedzialna za fenotyp szczepu myszy Scurfy, które charakteryzują się m.in. rozwojem szeregu chorób autoimmunizacyjnych. Białko Foxp3 szybko zostało powiązane z limfocytami T regulatorowymi o wysokiej ekspresji CD25. Wraz z kolejnymi odkryciami okazało się, że niedobór limfocytów Treg odgrywa zasadniczą rolę w chorobach alergicznych i autoimmunizacyjnych, zaś ich nadmierne wytwarzanie powiązane jest np. z patogenezą nowotworów. W związku z tym nastąpił znaczny wzrost zainteresowania supresją wywieraną przez limfocyty T – na początku XXI wieku zagadnienia związane z powstawaniem i mechanizmami działania limfocytów Treg są jednymi z podstawowych tematów badań immunologii.

## Nomenklatura
Limfocyty T regulatorowe to niejednorodna populacja, na którą składają się komórki o różnorodnym immunofenotypie. W najszerszym znaczeniu lifmocyty Treg to limfocyty T wykazujące zdolność do hamowania reakcji odpornościowej. Można tutaj wyróżnić następujące subpopulacje:
- limfocyty T CD4+CD25+Foxp3+[6] – najszerzej badana populacja komórek regulatorowych, ich cechą charakterystyczną jest ekspresja czynnika transkrypcyjnego Foxp3 przy jednoczesnej wysokiej ekspresji cząsteczki powierzchniowej CD25;
- limfocyty T CD8+CD25+Foxp3+[26] – subpopulacja analogiczna do poprzednio wymienionej, jednak występująca wśród limfocytów T CD8+. Komórki te są słabiej zbadane od komórek CD4+Foxp3+;
- limfocyty T regulatorowe typu 1 (Tr1)[13] – komórki o fenotypie CD4+Foxp3−, które wydzielają znaczne ilości IL-10;
- limfocyty Th3[12] – komórki CD4+Foxp3− wydzielające znaczne ilości TGF-β;
- limfocyty CD8+CD28−[27] – utożsamiane z wcześniejszymi limfocytami Ts, również nie posiadają ekspresji czynnika Foxp3.

W węższym znaczeniu określenie limfocyt T regulatorowy obejmuje jedynie komórki hamujące odpowiedź odpornościową i wykazujące ekspresję czynnika transkrypcyjnego Foxp3 – są to pierwsze dwie pozycje na powyższej liście. Takie traktowanie terminu „limfocyt Treg” jest też najczęściej stosowane w literaturze specjalistycznej. Dzieje się tak, ponieważ limfocyty T regulatorowe są jasno zdefiniowane poprzez cechy funkcjonalne oraz obecność charakterystycznego czynnika transkrypcyjnego, co w immunologii jest podstawą wyróżniania głównych populacji limfocytów. Ponadto stanowią one osobną linię rozwojową, wywodzącą się bezpośrednio z grasicy. Limfocyty Treg Foxp3+ można w dalszej kolejności podzielić na dwie mniejsze subpopulacje ze względu na pochodzenie:
- naturalne limfocyty Treg (nTreg) – komórki powstające w grasicy jako osobna linia rozwojowa, sugerowana jest też nazwa limfocyty Treg pochodzenia grasiczego (tTreg) (z ang. thymus-derived Treg cells);
- indukowane (adoptywne) limfocyty Treg (iTreg lub aTreg) – komórki Treg powstające w tkankach obwodowych, początkowo nie wykazujące ekspresji czynnika Foxp3, ale nabywające go wraz z właściwościami supresyjnymi po pobudzeniu antygenem. W tym wypadku sugerowana jest również nazwa limfocyty Treg pochodzenia obwodowego (pTreg) (ang. periphery derived Treg cells).

Należy zwrócić uwagę na fakt, że limfocyty Treg uzyskiwane w sposób sztuczny (w warunkach in vitro) mogą różnić się właściwościami od komórek regulatorowych występujących w organizmie.

## Rozwój limfocytów T regulatorowych
Limfocyty Treg mogą powstawać zarówno w grasicy, jako osobna linia rozwojowa, jak również w tkankach obowodowych z limfocytów konwencjonalnych. W zależności od miejsca powstawania, warunki niezbędne do uzyskania fenotypu komórki T regulatorowej są różne.

### Rozwój limfocytów Treg w grasicy
Podobnie jak wszystkie pozostałe limfocyty T, komórki Treg powstają w grasicy, rozwijając się ze wspólnej komórki progenitorowej limfocytów. Początkowo rozwój limfocytów konwencjonalnych i regulatorowych jest podobny – zróżnicowanie linii następuje na etapie selekcji negatywnej. Proces ten ma na celu wyeliminowanie takich limfocytów, które mogą reagować na własne antygeny organizmu. Możliwe są tutaj trzy scenariusze:
- limfocyt nie rozpoznaje własnych antygenów i przechodzi do dalszych etapów dojrzewania[31];
- limfocyt rozpoznaje własny antygen, co prowadzi do jego apoptozy. W ten sposób komórki autoreaktywne zostają usunięte[31];
- limfocyt rozpoznaje własny antygen i zostaje skierowany na szlak rozwoju komórek Treg[32][33]. W tym wypadku jednym z kluczowych czynników jest wysokie powinowactwo TCR do danego limfocytu do antygenu[32][34]. Zjawisko negatywnej selekcji komórek Treg zachodzi na końcowym etapie różnicowania tymocytów, w stadium komórek CD4+CD8−[35].

Widać więc, że lifmocyty Treg pochodzące z grasicy (tzw. limfocyty Treg naturalne) mają zdolność do rozpoznawania własnych antygenów, ale efektem ich pobudzenia będzie zahamowanie odpowiedzi odpornościowej. W ten sposób limfocyty nTreg stanowią jeden z poziomów zabezpieczenia organizmu przed autoagresją układu odpornościowego.
Oprócz powinowactwa TCR do antygenów, na rozwój lifocytów Treg w grasicy wpływają dodatkowe czynniki, takie jak obecność odpowiednich cytokin, sygnałów kostymulujących oraz określonych populacji komórek mikrośrodowiska grasicy.
Jeśli chodzi o cytokiny, już od połowy lat 90. XX wieku wiadomo, że uszkodzenie genu kodującego IL-2 prowadzi do spontanicznego rozwoju chorób autoimmunizacyjnych. W 2002 roku odkryto, że IL-2 jest niezbędna do rozwoju komórek Treg, co logicznie wiązało się z konstytutywną ekspresją CD25, receptora dla IL-2, na powierzchni komórek Treg. U myszy pozbawionych funkcjonalnych genów dla IL-2 lub CD25 dochodzi do znacznego obniżenia produkcji limfocytów Treg. IL-2 niezbędna do rozwoju limfocytów Treg w grasicy najprawdopodobniej jest produkowana przez inne limfocyty T oraz komórki prezentujące antygen. Drugą cytokiną potencjalnie ważną dla rozwoju limfocytów nTreg jest TGF-β. Brak sygnału od TGF-β w trakcie selekcji negatywnej prowadzi do zwiększonej ekspresji białek odpowiedzialnych za apoptozę i zwiększonej śmiertelności komórek Treg, a co za tym idzie, niższym poziomem ich wytwarzania. Rola TGF-β jest jednak niejasna, bowiem inny zespół badawczy wykazał, że cytokina ta jest istotna głównie w powstawaniu limfocytów T regulatorowych na obwodzie, ale nie w grasicy.
Spośród sygnałów kostymulujących kluczową rolę odgrywa oddziaływanie CD28 z CD80/CD86. Już w 2000 roku zidentyfikowano szlaki inicjowane przez CD28 jako jeden z pierwszych sygnałów niezbędnych do wytwarzania komórek Treg. Prawdopodobnie sygnał biegnący od CD28 może rekompensować lub całkowicie zastępować brak sygnału cytokin, szczególnie IL-2. Rola CD28 polega na wzmacnianiu sygnału biegnącego od TCR. Jest to zbieżne z obserwacjami dotyczącymi wysokiego powinowactwa TCR komórek nTreg do autoantygenów, bowiem stymulacja poprzez CD28 wzmacnia sygnał TCR. Innymi cząsteczkami kostymulatorowymi, które zdają się odgrywać rolę w rozwoju grasiczych limfocytów Treg, są CD154 oraz CD27.
Elementami komórkowymi środowiska grasicy stymulującymi rozwój limfocytów Treg są komórki nabłonkowe rdzenia grasicy (mTEC) wykazujące ekspresję czynnika transkrypcyjnego AIRE oraz komórki dendrytyczne.

### Rozwój limfocytów Treg w tkankach obwodowych
W wyniku pobudzenia konwencjonalnych limfocytów T dochodzi nie tylko do wytworzenia komórek stymulujących odpowiedź odpornościową, ale także do powstania limfocytów Treg z ekspresją Foxp3 (limfocyty Treg indukowane, iTreg). Podobnie jak w przypadku limfocytów nTreg, także w przypadku wytwarzania komórek iTreg niezbędny jest sygnał biegnący od TCR i wydaje się, że również tutaj istotną rolę odgrywa wysokie powinowactwo TCR do antygenu.
Jednym z głównych czynników niezbędnych dla wytworzenia limfocytów iTreg jest obecność w środowisku TGF-β. Pozytywny efekt TGF-β na rozwój limfocytów iTreg jest jednak widoczny przy jednoczesnym braku IL-1, IL-6 i IL-21, cytokiny te bowiem wspomagają rozwój innej, nietolerogennej subpopulacji komórek T – limfocytów Th17. Szczególnie istotna jest IL-6, ponieważ współdziała ona z TGF-β w przekierowaniu rozwoju do komórek Th17. Także IL-2 jest istotna dla generowania peryferycznych komórek Treg i wydaje się, że współdziała ona w tym procesie z TGF-β. Cytokina ta pobudza również komórki Treg do proliferacji, a następnie stanowi czynnik zapobiegający ich apoptozie. Wytwarzanie limfocytów iTreg jest również stymulowane lub wzmacniane przez kwas retinowy (tretynoinę), metabolit witaminy A, wydzielany między innymi przez tolerogenne komórki dendrytyczne w jelicie.
W odróżnieniu od limfocytów nTreg, komórki iTreg nie wymagają kostymulacji ze strony CD28, wydaje się natomiast, że ważną rolę może odgrywać przekazywanie sygnału przez cząsteczkę supresorową CTLA-4, której ekspresja jest wzbudzana przez TGF-β.
Spośród komórek prezentujących antygen grupą biorącą udział w generowaniu limfocytów Treg są komórki dendrytyczne CD205+. Różne subpopulacje komórek dendrytycznych mogą brać udział w wytwarzaniu limfocytów iTreg w zależności od narządu lub układu doświadczalnego. Przykładowo, w jelitach są to głównie komórki CD103+, w skórze są to komórki wykazujące ekspresję langeryny i białka RelB, zaś w przeszczepie serca wykazano rolę plazmacytoidalnych komórek dendrytycznych. Rola innych komórek prezentujących antygen w wytwarzaniu komórek iTreg nie jest dokładnie poznana, jednak wiadomo, że np. makrofagi płuc, produkujące TGF-β i kwas retinowy, również mogą pełnić funkcję komórek tolerogennych.
Szacuje się, że limfocyty iTreg stanowią przeciętnie ok. 4–7% limfocytów Treg w organizmie (reszta to komórki nTreg), jednak w niektórych tkankach indukcja limfocytów Treg może być większa. Najlepiej zbadanym przykładem jest jelito grube, gdzie przynajmniej 50% komórek Treg stanowią komórki iTreg. W przypadku jelita rola komórek Treg polega na hamowaniu odpowiedzi odpornościowej na naturalnie występujące w jelicie bakterie komensalne. Z tego względu generowanie tych komórek bezpośrednio w tkance jelita ma duże znaczenie i następuje nie tylko pod wpływem komórek dendrytycznych CD103+, ale także w wyniku kontaktu z produktami metabolizmu bakterii, takimi jak kwas propionowy czy kwas mlekowy.

## Mechanizmy działania limfocytów T regulatorowych
Limfocyty T regulatorowe wywierają swoje działanie za pośrednictwem szeregu mechanizmów, które mogą być antygenowo swoiste lub nieswoiste. Mechanizmy te mogą zależeć od bezpośredniego kontaktu limfocytu Treg z komórką docelową, ale możliwa jest też regulacja za pośrednictwem czynników rozpuszczalnych. Należy również podkreślić, że wpływ limfocytów Treg rozciąga się na różne populacje komórek – inne limfocyty T, komórki prezentujące antygen, komórki NK czy też limfocyty B. Mimo że większość mechanizmów supresyjnych ma szerokie działanie, nie należy ich uogólniać – określone działanie może odnosić skutek np. w zależności od tkanki. Przykładowo, IL-10 wydzielana przez limfocyty Treg hamuje wydzielanie interferonu gamma przez limfocyty T w skórze, ale nie wywiera efektu hamującego w węzłach chłonnych.

### Wydzielanie cytokin immunosupresyjnych
Jedną z charakterystycznych cech limfocytów Treg jest produkcja cytokin immunosupresyjnych, szczególnie TGF-β, IL-10 i IL-35.
IL-10 jest cytokiną oddziałującą supresyjnie na wiele populacji leukocytów, nie tylko limfocyty, ale także granulocyty, mastocyty czy też komórki prezentujące antygen. IL-10 wydzielana przez limfocyty Treg odgrywa szczególną rolę w regulacji procesów zapalnych w tkankach bezpośrednio kontaktujących się z patogenami: skórze i jelicie. Z tego względu rola IL-10 wydzielanej przez komórki Treg została opisana głównie w kontekście zapaleń jelita. Cytokina ta nie odgrywa roli w chorobach autoimmunizacyjnych ogólnoukładowych. Oprócz limfocytów Treg wykazujących ekspresję czynnika Foxp3, IL-10 jest wydzielana także przez limfocyty T nie wykazujące ekspresji Foxp3 – jest to subpopulacja komórek regulatorowych oznaczona symbolem Tr1, a sekrecja IL-10 stanowi ich podstawowy mechanizm działania.
Udział TGF-β w supresorowym efekcie limfocytów Treg jest dyskusyjny, bowiem wyniki opublikowane przez różne zespoły badawcze są sprzeczne. Wiadomo, że myszy z uszkodzonym genem kodującym TGF-β zapadają na choroby autoimmunizacyjne i podobny efekt widoczny jest również u zwierząt, u których gen TGF-β jest uszkodzony jedynie w limfocytach T. Wskazuje to, że wydzielanie TGF-β przez limfocyty Treg jest istotne, co potwierdzono także w innych badaniach. Problematyczne jednak okazały się wyniki innych grup badawczych, w których nie zaobserwowano związku pomiędzy hamującym efektem limfocytów Treg i TGF-β. Uważa się, że w odróżnieniu od IL-10, która wykazuje działanie na wiele rodzajów komórek, TGF-β oddziałuje silnie wybiórczo, co powoduje, że efekt tej cytokiny może zależeć od składu komórek w danej tkance, w związku z tym może być on wyraźny w niektórych modelach doświadczalnych i zupełnie niezauważalny w innych. W przypadku układów doświadczalnych, w których wykazano istotną rolę TGF-β w funkcjonowaniu limfocytów Treg, postuluje się dwojakie działanie tej cytokiny. Pierwszy mechanizm polega na wydzielaniu TGF-β, dzięki czemu limfocyt Treg oddziałuje na komórki znajdujące się w pobliżu. Drugi mechanizm polega na ekspresji TGF-β związanego z błoną komórkową limfocytu Treg. W tym wypadku limfocyt musi wejść w bezpośredni kontakt z komórką docelową. Jednym z efektów takiego oddziaływania z innym limfocytem T jest powstanie tzw. tolerancji infekcyjnej: hamowany limfocyt T konwencjonalny reaguje na TGF-β związany z błoną komórki T regulatorowej i w efekcie sam staje się limfocytem regulatorowym, hamującym funkcje kolejnych limfocytów.
Trzecią cytokiną, której produkcja jest istotna dla działania limfocytów Treg jest IL-35. U myszy jest ona konstytutywnie produkowana przez limfocyty Treg, jednak u człowieka jej wytwarzanie zaczyna się dopiero po długotrwałej stymulacji antygenem. Efektem działania IL-35 jest wytworzenie subpopulacji limfocytów T regulatorowych oznaczonych symbolem iTR35, które wydzielają duże ilości IL-35 i silnie hamują odpowiedź odpornościową.

### Regulacja sygnału aktywującego w limfocytach konwencjonalnych
Aktywacja limfocytów T rozpoczyna się w momencie rozpoznania antygenu przez TCR i polega na skomplikowanej serii reakcji biochemicznych, prowadzących do aktywacji genów związanych z proliferacją i produkcją cytokin. Limfocyty T regulatorowe, kontaktując się z limfocytami konwencjonalnymi, szybko i efektywnie hamują aktywujący sygnał biegnący od TCR. Wykazano, że supresja zachodzi na kilku poziomach: dotyczy regulacji napływu wapnia do komórki, zahamowania szlaków NF-kB, NFAT i kinaz MAP.

### Cytoliza komórek docelowych
Limfocyty Treg mają zdolność do zabijania aktywowanych komórek układu odpornościowego. Mogą tego dokonać za pośrednictwem granzymu B, który jest wytwarzany przez większość limfocytów Treg oraz perforyny i granzymu A, po uprzednim otrzymaniu sygnału za pośrednictwem cząsteczki CD46.

### Produkcja adenozyny
Komórki T regulatorowe posiadają na swojej powierzchni dwa białka zdolne do enzymatycznego wytwarzania adenozyny, która wywiera efekt supresorowy. Białko CD39 umożliwia rozkład ATP do ADP lub AMP. Drugim istotnym elementem jest cząsteczka CD73, która z kolei przetwarza AMP do adenozyny. Adenozyna łączy się z kolei ze swoistym receptorem znajdującym się na powierzchni konwencjonalnych limfocytów T, komórek prezentujących antygen oraz granulocytów, co skutkuje hamowaniem ich funkcji. Mechanizm ten jest zależny od dostępności substratów – ATP i AMP są obecne w przestrzeni międzykomórkowej tylko w przypadku uszkodzenia tkanki, np. podczas uszkodzenia mechanicznego czy niedotlenienia.

### Sekwestracja i regulacja ekspresji interleukiny 2
IL-2 jest cytokiną kluczową dla limfocytów T. Stymuluje ona ich proliferację i podtrzymuje przy życiu po aktywacji. Ponieważ limfocyty Treg charakteryzują się wysoką ekspresją CD25 – receptora dla IL-2 – możliwe jest zatem, że CD25 będzie wiązać IL-2 na powierzchni limfocytów Treg, tym samym obniżając stężenie tej cytokiny w mikrośrodowisku. Taki mechanizm może prowadzić do apoptozy efektorowych limfocytów T. Inne badania wykazały jednak brak związku między poziomem ekspresji CD25 i sekwestracją IL-2 a supresorowym działaniem komórek Treg. Wiadomo natomiast, że limfocyty Treg mogą powodować zmniejszenie stężenia IL-2 poprzez hamowanie produkcji tej cytokiny przez inne limfocyty T. Ograniczenie dostępności IL-2 przez komórki Treg wydaje się być natomiast istotnym mechanizmem hamującym aktywność komórek NK.
Wykazano również, że IL-2 wzmacnia hamujące właściwości komórek T regulatorowych, tym samym jej wiązanie przez te limfocyty może działać na zasadzie negatywnego sprzężenia zwrotnego. Wydaje się, że podobnie jak w przypadku TGF-β, również efekt supresyjny poprzez wiązanie IL-2 może być silnie zależny od warunków w miejscu zapalenia, co dodatkowo komplikuje złożona kinetyka wydzielania tej cytokiny, więc jej rola jest mniej lub bardziej istotna w zależności od etapu reakcji zapalnej.

### Supresja za pośrednictwem cAMP
Cykliczny AMP jest wytwarzany w dużych ilościach przez limfocyty Treg i przedostaje się do komórek docelowych w wyniku bezpośredniego kontaktu. Tworzone są wtedy połączenia (kanały typu „neksus”) pomiędzy komórkami i cAMP przedostaje się do cytoplazmy hamowanej komórki. cAMP hamuje nie tylko limfocyty, ale także komórki dendrytyczne i w tym drugim przypadku współdziała z IL-10. We wnętrzu komórki docelowej dochodzi do utworzenia kompleksu cAMP z białkiem ICER, który działa hamująco na ekspresję różnych genów, w tym genów kodujących cytokiny, np. IL-4 i IL-10.

### Supresja za pośrednictwem cząsteczek powierzchniowych
Obok związanego z błoną TGF-β oraz enzymatycznych cząsteczek CD39 i CD73, limfocyty Treg posiadają również inne białka powierzchniowe, mające charakter receptorów lub ligandów, które mogą oddziaływać na komórki kontaktujące się z limfocytem regulatorowym. Przykłady takich molekuł to:
- CTLA-4 – białko to wiąże się z cząsteczkami CD80 i CD86 na komórkach prezentujących antygen. Skutkuje to pobraniem tych cząsteczek przez limfocyt Treg, co powoduje z kolei obniżenie ich poziomu na komórce prezentującej antygen. Ponieważ CD80 i CD86 są kluczowe dla stymulacji limfocytów T, efektem jest zahamowanie ich aktywacji[105];
- LAG-3 – cząsteczka wiążąca się z białkami MHC klasy II, występującymi na komórkach prezentujących antygen. Efektem działania LAG-3 jest zahamowanie dojrzewania i funkcji APC[106];
- neuropilina-1 – wzmacnia interakcję pomiędzy limfocytami Treg i komórkami prezentującymi antygen, jak również wywiera efekt hamujący[107]. Ligandem dla neuropiliny-1 w przypadku limfocytów Treg jest semaforyna-4a. Oddziaływanie tych cząsteczek nie jest niezbędne do utrzymania ogólnej tolerancji immunologicznej, jednak ma znaczenie w przypadku zapalenia jelita oraz w generowaniu immunosupresorowego środowiska nowotworów[108][109].

## Znaczenie medyczne
Limfocyty T regulatorowe mają zdolność do hamowania odpowiedzi odpornościowej i związane są z tolerancją immunologiczną, z tego też względu ich udział w procesach chorobowych może pożądany lub nie, w zależności od etiologii danego schorzenia. Tak więc w przypadku chorób o podłożu zapalnym, jak choroby autoimmunizacyjne czy choroby alergiczne, napływ komórek Treg i wygaszanie zapalenia wiąże się z zahamowaniem rozwoju choroby, podczas gdy w przypadku chorób związanych z immunosupresją, jak np. w chorobach nowotworowych, obecność limfocytów Treg nasila objawy choroby i przyspiesza jej rozwój. Wydaje się również, że niedobór lub nadmiar limfocytów Treg może być jedną z przyczyn zarówno chorób zapalnych, jak i chorób wynikających z immunosupresji.

### Choroby autoimmunizacyjne
Znaczenie limfocytów Treg, zwłaszcza nTreg, w utrzymaniu centralnej tolerancji immunologicznej powoduje, że komórki te odgrywają zasadniczą rolę w patogenezie chorób o podłożu autoimmunizacyjnym. Chorobą tego typu, związaną bezpośrednio z upośledzeniem wytwarzania komórek Treg, jest zespół IPEX – choroba charakteryzująca się wielonarządowymi zmianami zapalnymi. Podłożem IPEX jest mutacja w genie Foxp3, co powoduje brak limfocytów Treg i objawy podobne do tych, które obserwuje się u myszy szczepu scurfy. Niedobór limfocytów Treg lub ich funkcji opisano także w przypadku innych układowych chorób autoimmunizacyjnych. Obniżoną liczbę komórek Treg w porównaniu z osobami zdrowymi zaobserwowano u osób z reumatoidalnym zapaleniem stawów, zaś u zwierząt doświadczalnych obarczonych tą chorobą zaobserwowano pogorszenie się objawów po usunięciu limfocytów Treg z organizmu. Podobnie w przypadku tocznia rumieniowatego układowego: pacjenci wykazujący objawy choroby cechują się niższą liczbą komórek Treg we krwi, ich podwyższenie następuje w wyniku terapii, zaś usunięcie limfocytów Treg u zwierząt doświadczalnych powoduje zaostrzenie objawów analogicznego schorzenia. W przypadku tocznia pokazano również, że limfocyty Treg izolowane od pacjentów wykazują obniżoną ekspresję czynnika Foxp3 i upośledzone funkcje regulatorowe.
Związek komórek Treg z chorobami autoimmunizacyjnymi zademonstrowano również w wielu badaniach dotyczących chorób narządowych, m.in. w cukrzycy typu 1 oraz stwardnieniu rozsianym.

### Choroby zakaźne i pasożytnicze
Rola limfocytów Treg w chorobach zakaźnych może być z punktu widzenia gospodarza pożądana. W przebiegu zapalenia ostrego, które prowadzi do eliminacji patogenu, limfocyty Treg mogą regulować odpowiednie natężenie reakcji odpornościowej. W modelach zwierzęcych usunięcie komórek Foxp3+ prowadzi do zwiększonej śmiertelności zwierząt w wyniku zakażenia wirusem opryszczki, wirusem zachodniego Nilu lub wirusem dengi. Podobne zjawisko zaobserwowano w przypadku chorób pasożytniczych i grzybic. We wszystkich tych przypadkach rola komórek Treg polega na hamowaniu nadmiernego rozwoju zapalenia, które może prowadzić do śmierci – limfocyty regulatorowe stanowią zatem rodzaj ujemnego sprzężenia zwrotnego, rozwijającego się równolegle do procesu zapalnego.
W odróżnieniu od odporności przeciwwirusowej i przeciwpasożytniczej, rola limfocytów Treg w odpowiedzi przeciwbakteryjnej jest niejasna. W ostrej fazie zakażenia bakteryjnego zwiększenie liczby komórek regulatorowych związane jest z nasileniem objawów chorobowych, prawdopodobnie ze względu na hamowanie rozwoju odpowiedzi swoistej. W początkowej fazie odpowiedzi przeciwbakteryjnej produkty drobnoustrojów hamują limfocyty Treg, z drugiej jednak strony w późniejszych etapach mogą one wzmacniać właściwości supresyjne tych limfocytów, co pozwala na wygaszanie odpowiedzi przeciwbakteryjnej po jej zakończeniu. Jeżeli odpowiedź odpornościowa na ostre zakażenie bakteryjne nie przynosi rezultatu w postaci pozbycia się patogenu, dochodzi do zakażenia przewlekłego. W tym przypadku ustala się specyficzna równowaga pomiędzy patogenem, którego populacja jest kontrolowana przez układ odpornościowy gospodarza, a gospodarzem, który nie może całkowicie pozbyć się patogenu. Limfocyty Treg są jednym z czynników hamujących dalszą odpowiedź na patogen. Takie działanie komórek regulatorowych po raz pierwszy opisano w przypadku inwazji Leishmania major w skórze. W takiej sytuacji limfocyty Treg działają za pośrednictwem wielu mechanizmów, szczególnie poprzez wydzielanie IL-10. Podobne zjawisko wykazano też w przypadku przewlekłego zakażenia bakteriami Salmonella i Mycobacterium tuberculosis.
W przypadku sepsy, czyli ogólnoustrojowego zapalenia wywołanego przez bakterie, rola komórek Treg również jest słabo zdefiniowana, głównie ze względu na użycie różnych modeli doświadczalnych dających sprzeczne wyniki. Sepsa charakteryzuje się między innymi upośledzeniem funkcji limfocytów T, które ulegają masowej apoptozie oraz anergii. W wyniku tego dochodzi do zaburzenia funkcjonowania układu odpornościowego, co przyczynia się do obrazu chorobowego samej sepsy oraz skutkuje późniejszymi powikłaniami, niemal równie groźnymi, jak wstrząs septyczny. Limfocyty Treg, będąc czynnikiem immunosupresorowym, mogą brać udział w kształtowaniu wadliwej odpowiedzi odpornościowej w trakcie sepsy. U ludzi wysoka frekwencja limfocytów Treg jest złym prognostykiem dla pacjentów z sepsą, zaś obniżenie poziomu komórek regulatorowych u myszy skutkuje ich wyższą przeżywalnością. Należy jednak zauważyć, że w niektórych modelach zwierzęcych zwiększenie liczby limfocytów Treg lub ich transfer do organizmu chorych osobników przyśpiesza usunięcie patogenu i zwiększa ich przeżywalność lub w ogóle nie wpływa na przebieg choroby.

### Choroby nowotworowe
Według teorii nadzoru immunologicznego rolą układu odpornościowego nie jest jedynie zwalczanie patogenów, ale również eliminowanie komórek nowotworowych. Zgodnie z tym poglądem, aktywność niektórych populacji leukocytów, szczególnie komórek NK i limfocytów Tc, jest kluczowa dla powstrzymania rozwoju nowotworów, natomiast zahamowanie tej aktywności może ułatwić wzrost guza. Liczne badania potwierdziły, iż rzeczywiście w obrębie nowotworów dochodzi do wytworzenia środowiska hamującego przeciwnowotworową odpowiedź odpornościową. Już na początku lat 80. XX wieku wykazano, że upośledzenie mechanizmów nadzoru immunologicznego wynika m.in. z faktu, że wśród limfocytów T występują komórki o charakterze przeciwdziałającym odpowiedzi skierowanej względem komórek nowotworowych. Ze względu na immunosupresyjne właściwości komórek Treg podjęto liczne badania nad ich udziałem w hamowaniu odpowiedzi przeciwnowotworowej. Pod koniec lat 90. wykazano, że usunięcie limfocytów T wykazujących ekspresję CD25 prowadzi do usunięcia nowotworów wszczepionych myszom. Limfocyty T regulatorowe występują w guzach nowotworowych, a ich liczba jest pozytywnie skorelowana ze stadium nowotworu – im bardziej zaawansowana choroba, tym więcej komórek Treg. W niektórych chorobach nowotworowych oraz zwierzęcych modelach doświadczalnych zwiększoną frekwencję limfocytów Treg obserwuje się również we krwi oraz w węzłach chłonnych zbierających limfę drenującą guz. W przypadku większości chorób nowotworowych napływ komórek regulatorowych do guza związany jest ze złym rokowaniem, jednak w niektórych przypadkach (np. rak jelita grubego) zwiększona ich liczba jest dobrym prognostykiem.

### Choroby alergiczne
W chorobach alergicznych w odpowiedzi na nieszkodliwy antygen dochodzi do wytworzenia złożonej odpowiedzi odpornościowej, zależnej od mastocytów, bazofilów, przeciwciał klasy IgE oraz cytokin produkowanych przez limfocyty Th2. Wydaje się, że komórki T regulatorowe mogą wpływać na większość zjawisk w przebiegu alergii oraz innych rodzajów nadwrażliwości, osłabiając je. Dzieje się tak, ponieważ pobudzenie limfocytów T alergenami powoduje również powstanie limfocytów Treg.
Limfocyty Treg hamują inicjację odpowiedzi alergicznej poprzez wygaszenie funkcji mastocytów. Następuje to w wyniku bezpośredniego kontaktu między komórkami, a efekt jest oparty na mechanizmie zależnym od produkcji cAMP. Wykazano, że limfocyty Treg oraz komórki Tr1 osłabiają także wydzielanie przeciwciał IgE przez limfocyty B, jednocześnie stymulując produkcję przeciwciał IgG4 charakteryzujących odpowiedź odpornościową typu Th1. Negatywna regulacja wydzielania cytokin typu Th2, szczególnie IL-4, została udowodniona w przypadku limfocytów Tr1, natomiast podanie limfocytów Treg myszom obarczonym chorobą alergiczną powoduje zarówno obniżenie ekspresji IL-4, jak i IL-10, czemu towarzyszy obniżenie produkcji przeciwciał IgE i zahamowanie objawów choroby. Limfocyty Treg CD4+CD25+ mogą ograniczać napływ komórek zapalnych do miejsca kontaktu z antygenem. Badania pacjentów wykazujących alergię na białka mleka krowiego wskazują również, że nabycie tolerancji na te alergeny pokarmowe jest związane z obecnością limfocytów Treg w błonie śluzowej jelita oraz we krwi.
Niedobór limfocytów Treg może być związany z rozwojem alergii. Badania wykazały, że obniżona liczba limfocytów Treg we krwi pępowinowej jest skorelowana ze zwiększoną zapadalnością noworodków na alergię pokarmową w ciągu pierwszego roku życia. Z drugiej strony, skutecznej immunoterapii chorób alergicznych towarzyszy podwyższenie poziomu limfocytów Treg w tkankach podatnych na kontakt z alergenem.

### Transplantologia
Ze względu na silny efekt immunosupresyjny, limfocyty Treg szybko znalazły się w polu zainteresowania badaczy zajmujących się zagadnieniami związanymi z przeszczepianiem narządów. Udział limfocytów CD4+ w wytwarzaniu tolerancji infekcyjnej po przeszczepieniu narządu został potwierdzony już w 1993 roku. Potwierdzono także, iż podanie myszom limfocytów Treg zapobiega odrzuceniu alloprzeszczepów, zaś polimorfizm genu Foxp3 jest powiązany z utrzymaniem przeszczepu. Efekt ten może opierać się nie tylko na oddziaływaniach limfocytów Treg z innymi limfocytami, ale także na wzmocnieniu wytwarzania tolerogennych komórek prezentujących antygen, które będą stymulować powstawanie kolejnych komórek T regulatorowych lub wytwarzaniu egzosomów hamujących odpowiedź odpornościową. Badania na zwierzętach wskazują również, że terapia zapobiegająca odrzucaniu przeszczepów wiąże się ze zwiększeniem frekwencji limfocytów Treg. Transfuzja krwi dawcy również wywołuje powstawanie komórek Treg, co może tłumaczyć, dlaczego transfuzja przed operacją przeszczepienia narządu pozytywnie wpływa na tolerancję przeszczepu.
Wydawać by się mogło, że napływ limfocytów T regulatorowych do przeszczepionej tkanki powinien być związany z tolerancją. Wykazano to w niektórych modelach doświadczalnych, jednak zwykle jest inaczej – obecność komórek Treg wynika z rozpoczętego procesu zapalnego związanego z odrzucaniem przeszczepu. W przypadku przeszczepu nerki związek ten jest widoczny nie tylko na poziomie samej tkanki, ale zaznacza się również podwyższonym poziomem mRNA dla czynnika Foxp3 w moczu. Wydaje się zatem, że obecność limfocytów Treg w organizmie biorcy, szczególnie we krwi, wiąże się z utrzymaniem stanu tolerancji względem antygenów dawcy, jednak ich obecność w przeszczepionej tkance może być objawem odrzucania.
Specyficznym przypadkiem reakcji odpornościowej związanej z przeszczepem szpiku kostnego jest choroba przeszczep przeciwko gospodarzowi (GVHD). O ile w przypadku innych przeszczepów głównym problemem jest atak układu odpornościowego biorcy na tkanki dawcy, o tyle w przypadku przeszczepu szpiku głównym problemem może być agresja komórek dawcy względem tkanek biorcy – jest to właśnie GVHD. Limfocyty Treg, dzięki swoim immunosupresyjnym właściwościom, mają zdolność do hamowania reakcji GVHD, stąd też ich obecność w przypadku przeszczepów szpiku jest wysoce pożądana.